# 馬利查奧菲
馬利查奧菲（Damián Malrechauffe Verdún，1984年10月19日—），是一名烏拉圭的職業足球運動員，司職後衛，現效力於烏拉圭足球甲級聯賽蒙得維的亞競賽。

## 外部連結
- Player profile （西班牙文）
- 馬利查奧菲在ESPN FC中的档案
- Soccerway資料庫：馬利查奧菲